# Vertrag von Buffalo Creek
Der Vertrag von Buffalo Creek (2. Vertrag von Buffalo Creek), auch bekannt als „Vertrag mit den Indianern von New York, 1838“, wurde am 15. Januar 1838 unterzeichnet. Die offizielle Bekanntgabe war am 4. April 1840. Der Vertrag war ein Abkommen zwischen den Indianervölkern der Seneca, Mohawk, Tuscarora, Onondaga, Cayuga und den Oneida mit den Vereinigten Staaten.
Gemäß den Bedingungen des Abkommens sollten die letzten vier verbleibenden Reservate verkauft werden. Hierbei handelte es sich um folgende:
- die Buffalo Creek Reservation
- die Tonawanda Reservation
- die Cattaraugus Reservation
- sowie die Allegany Reservation

Zusätzlich wurden Vorkehrungen getroffen, das Volk der Senecas in ein Gebiet westlich von Missouri umzusiedeln. In einem Absatz des Vertrags war festgelegt, dass die Ogden Land Company Anteilseigner der vier Reservaten werden sollte, in denen die Senecas wohnten.
1842 wurde der Vertrag abgeändert, da die Ogden Land Company nur zwei der vier Reservate wollte, inklusive die Tonawanda-Reservation.
Da die Häuptlinge der Seneca jedoch behaupteten, dass sie nie diese Verträge unterschrieben hätten, weigerte sich das Volk, die Tonawanda-Reservation zu verlassen. Die Senecas von Tonawanda, die bei den Vertragsverhandlungen nicht anwesend waren, erhoben diesbezüglich Einsprüche. In einem weiteren Vertrag von 1857 kauften sie sich ihr Land zurück.